# Amietophrynus kisoloensis
Amietophrynus kisoloensis là một loài cóc thuộc họ Bufonidae.
Loài này có ở Cộng hòa Dân chủ Congo, Kenya, Malawi, Rwanda, Tanzania, Uganda, Zambia, và có thể cả Burundi.
Môi trường sống tự nhiên của chúng là vùng núi ẩm nhiệt đới hoặc cận nhiệt đới, sông ngòi, và đầm nước ngọt có nước theo mùa.
Chúng hiện đang bị đe dọa vì mất nơi sống.